# Інгліш-Гарбор-Іст
Інгліш-Гарбор-Іст (англ. English Harbour East) — містечко в Канаді, у провінції Ньюфаундленд і Лабрадор.

## Населення
За даними перепису 2016 року, містечко нараховувало 139 осіб, показавши скорочення на 5,4%, порівняно з 2011-м роком. Середня густина населення становила 43,4 осіб/км².
З офіційних мов обидвома одночасно не володів жоден з жителів, тільки англійською — 140.
Працездатне населення становило 55,6% усього населення, рівень безробіття — 30% (50% серед чоловіків та 33,3% серед жінок). 80% осіб були найманими працівниками, а 20% — самозайнятими.

## Клімат
Середня річна температура становить 4,6°C, середня максимальна – 19,5°C, а середня мінімальна – -11,7°C. Середня річна кількість опадів – 1 673 мм.
| Клімат поселення                              | Клімат поселення | Клімат поселення | Клімат поселення | Клімат поселення | Клімат поселення | Клімат поселення | Клімат поселення | Клімат поселення | Клімат поселення | Клімат поселення | Клімат поселення | Клімат поселення | Клімат поселення |
| Показник                                      | Січ.             | Лют.             | Бер.             | Квіт.            | Трав.            | Черв.            | Лип.             | Серп.            | Вер.             | Жовт.            | Лист.            | Груд.            |                  |
| Середній максимум, °C                         | −0,9             | −1,14            | 2,27             | 7,16             | 12,01            | 16,64            | 19,01            | 19,54            | 15,62            | 10,69            | 5,90             | 0,77             |                  |
| Середня температура, °C                       | −6,16            | −6,4             | −3               | 1,89             | 6,75             | 11,36            | 15,50            | 16,03            | 12,11            | 7,18             | 2,38             | −2,74            |                  |
| Середній мінімум, °C                          | −11,42           | −11,68           | −8,27            | −3,38            | 1,48             | 6,10             | 11,99            | 12,53            | 8,60             | 3,67             | −1,12            | −6,25            |                  |
| Норма опадів, мм                              | 149              | 138              | 132              | 136              | 121              | 120              | 116              | 111              | 162              | 171              | 163              | 154              |                  |
| Середньомісячна швидкість вітру, м/с          | 8.15             | 7.57             | 7.15             | 6.39             | 5.50             | 5.05             | 4.85             | 4.98             | 5.65             | 6.45             | 7.27             | 7.83             |                  |
| Середньомісячна сонячна радіація, кДж/м²·день | 3928             | 6805             | 10741            | 14058            | 17389            | 19132            | 18629            | 15876            | 12027            | 7302             | 4157             | 3038             |                  |
| --------------------------------------------- | ---------------- | ---------------- | ---------------- | ---------------- | ---------------- | ---------------- | ---------------- | ---------------- | ---------------- | ---------------- | ---------------- | ---------------- | ---------------- |
| Джерело:                                      |                  |                  |                  |                  |                  |                  |                  |                  |                  |                  |                  |                  |                  |